# Тойосато
Тойосато (яп. 豊郷町, тойосато тьо ) — містечко в Японії, у східній частині префектури Сіґа. Засноване 11 лютого 1971 року.
Містечко відоме стародавнім буддистським храмом Юінендзі (唯念寺).